# Alone in the Dark 2
Alone in the Dark 2 (або Alone in the Dark II) — друга гра серії Alone in the Dark, розроблена та випущена Infogrames в 1993 році.

## Сюжет
Після подій першої частини, Едвард Карнбі придбав репутацію спеціаліста з паранормальних явищ. Не дивно, що на полювання за однооким Джеком, який викрав Грейс Сондерс, посилають саме його.

## Ігровий процес
Тема жахів оригінальної гри була значно зменшена в сиквелі. Хоча є деякі надприродні дії (чорна магія вуду), головними лиходіями є гангстери та пірати. Хоча виявилося, що вороги одержимі злими духами, вони зелені та схожі на зомбі, вони далекі від розтріпаних ходячих трупів першої гри, і ходять, розмовляють і поводяться так само, як звичайні люди, озброївшись гармати та стрілянина по гравцеві. Гравець може підібрати зброю по дорозі за допомогою вогнепальної зброї, такої як револьвер, який був у комплекті на початку гри, рушниць, пістолетів Томмі, пістолета Derringer, пістолетів Flintlock і зброї ближнього бою, наприклад мечів. Ігровий світ більший за світ оригіналу, охоплюючи не лише особняк, але й навколишні сади, а також піратський корабель, захований у печерах під будинком; однак, на відміну від першої гри, за винятком головного будинку, його локації можна досліджувати лише в строго лінійній послідовності, шаблон, який продовжуватиметься в наступних продовженнях. 
Хоча більшу частину гри він проводить за Карнбі, час від часу гравець бере під свій контроль Грейс Сондерс. Грейс, дитина, не може битися, і її миттєво схоплюють, якщо гангстери помічають її, тож натомість вона повинна підкрадатися й перемогти гангстерів, перетворюючи звичайні предмети побуту на міни-пастки. 